# Stéphane Crouzat
Stéphane Crouzat (1. června 1964, Paříž, Francie) je francouzský diplomat a od roku 2024 velvyslanec Francie v České republice.

## Životopis
Stéphane Crouzat vystudoval Sciences-Po v Paříži (1988) a Ecole Nationale d'Administration (2001).
V letech 1993 až 1997 byl ředitelem Francouzského institutu ve skotském Edinburghu.
Profesně se poté zabýval evropskými tématy v ústředí francouzského Ministerstva zahraničních věcí. Potom byl vedoucím sekce spolupráce a kultury na francouzském velvyslanectví ve Varšavě (2005-2008) a poté mluvčím Stálého zastoupení Francie při OSN v New Yorku (2008-2011). V letech 2011–2014 byl zástupcem ředitele pro Střední, Východní a Pobaltskou Evropu na ředitelství Evropské unie.
Následně byl diplomatickým poradcem Ségolène Royalové, francouzské ministryně životního prostředí, energetiky a moře (2014-2017) a předsedkyně COP21. Od června 2017 do září 2020 byl francouzským velvyslancem v Irsku.
Od října 2020 (až do svého jmenování velvyslancem Francie v ČR) byl francouzským velvyslancem pro jednání o změně klimatu, obnovitelné energie a prevenci klimatických rizik.
Pověřovací listiny předal českému prezidentovi Petru Pavlovi v březnu 2024.
Mediálně se vyjadřoval v březnu 2025 k možnému francouzskému jadernému deštníku garantujícímu evropskou bezpečnost.

### Osobní život
Má 3 děti. Je ženatý, manželka je francouzsko-amerického původu. Jeho otec byl Francouz, matka polského původu.